# Brammer
Cet article possède un paronyme, voir Bramer.
Brammer est une municipalité allemande située dans le land du Schleswig-Holstein et dans l'arrondissement de Rendsburg-Eckernförde. En 2015, sa population est de 390 habitants.